# Jörg-Meinhard Rudolph

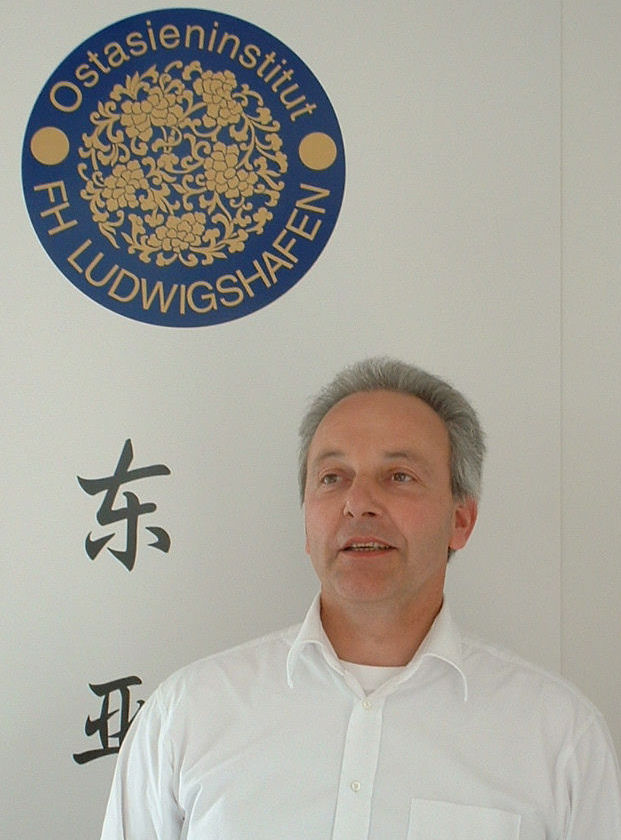
Jörg-Meinhard Rudolph vor dem Logo des Ostasieninstituts

Jörg-Meinhard Rudolph (* 1951) ist ein deutscher Sinologe und Dozent am Ostasieninstitut der Hochschule Ludwigshafen am Rhein. Er war im Jahr 1997 Gründungspräsident der Deutschen Handelskammer in Peking.

## Veröffentlichungen

### Xiucai
Jörg-Meinhard Rudolph ist Herausgeber des seit dem Jahr 2002 erscheinenden China-Newsletters Xiucai (sprich: Sju Tsai), das nach dem niedrigsten Rang der traditionellen chinesischen Beamtenprüfung, dem „Blühenden Talent“ (= Xiucai) benannt ist. Das Besondere an diesen Newsletter ist, dass sich Rudolph fast ausschließlich auf chinesische Quellen stützt.

### „Wenn China über die Welt kommt“
Außerdem ist Rudolph Verfasser des Buchs „Wenn China über die Welt kommt.“ In diesem Buch beschreibt er das gegenwärtig China und den, von der kommunistischen Partei Chinas für das Jahr 2020 angestrebten Zustands einer Gesellschaft des kleinen Wohlstands. Ein Zitat aus diesem Buch beschreibt, wie die Veränderungen in China die Welt verändern könnten:

Wenn die Erde einem geschlossenen System kommunizierender Röhren vergleichbar ist, wo die eine Seite genau das mehr hat, was der anderen fehlt, dann muss die Entwicklung in China dazu führen, dass die heute noch volle Seite Europas, Amerikas und Japans leerer wird. Sie wird weniger (oder teurere) Rohstoffe abbekommen, dafür aber mehr vergiftete Luft aus China. Dass gleich alle drei – Japan, Amerika und Europa – sich damit einfach so abfinden, ist aber eher unwahrscheinlich.

## Biografie
Rudolph legte sein Abitur an der Robert-Koch-Schule in Clausthal-Zellerfeld ab und war von 1980 bis 1982 nach seinem Studium der Sinologie am Ostasiatischen Seminar der Freien Universität Berlin Übersetzer und Lektor im Pekinger Verlag für Fremdsprachige Literatur (外文出版社 Waiwen Chubanshe). Er promovierte im Jahr 1986 mit der Arbeit „Die Taiwan-Politik der KP Chinas (1921 bis 1982)“ zum Dr. phil. und wurde anschließend China-Beauftragter im Marketing-Büro des Vorstands der Krone AG.
Von 1988 bis 1992 war Rudolph Projektmanager für Auslandsmessen bei der Messegesellschaft Berlin. 1992 wurde er Deutschland-Direktor des Hong Kong Trade Development Council in Frankfurt am Main und von 1997 bis zum Jahr 2002 Delegierter der Deutschen Wirtschaft (DIHK) in Peking. Seit 2002 ist er Dozent am Ostasieninstitut der Hochschule Ludwigshafen am Rhein, wo er gleichzeitig den China-Dienst Sju Tsai herausgibt. Im Jahr 2007 wurde Rudolph Leiter des Ostasieninstituts.

## Publikationen
- Reorganisation und Ziele der universitären gegenwartsbezogenen Chinaforschung in der Bundesrepublik Deutschland und ihre Tradition. Mannheim, 1979
- Wenn China über die Welt kommt… Die Chinesen, ihre Gesellschaft, Staat, Partei und Wirtschaft. Wiesbaden: Hessische Landeszentrale für politische Bildung, 2005. ISBN 3927127639